# Zlatan Ibrahimović
Zlatan Ibrahimović (Malmo, 3 de outubro de 1981) é um ex-futebolista sueco de ascendência bósnia e croata que atuava como centroavante. Amplamente considerado o maior jogador sueco da história do futebol, atualmente exerce a função de dirigente e olheiro do Milan.
Considerado um dos maiores atacantes do mundo no seu auge, tinha como características o tamanho e a força para se impor nas defesas adversárias, além de possuir velocidade, habilidade e elasticidade incomuns em jogadores muito altos, que provavelmente são frutos da sua prática no taekwondo, modalidade na qual é faixa preta. Zlatan Ibrahimović está entre os vinte jogadores da história do futebol que fizeram mais de 500 gols oficiais na carreira, ficando em 13º lugar na lista de maiores artilheiros da história. Além de balançar as redes, o sueco também era conhecido por contribuir com muitas assistências.
Atrás de nomes como Neymar, Romelu Lukaku, Cristiano Ronaldo, e Ousmane Dembélé, Ibrahimović é um dos jogadores que mais movimentou dinheiro no futebol: a soma de suas transferências beira os 170 milhões de euros; ao ser emprestado ao Milan, o sueco alcançou o recorde que pertencia ao francês Nicolas Anelka. Ibra foi presença regular na lista do jornal inglês The Guardian dos 100 melhores jogadores do mundo: em 2012 esteve no quinto lugar; em 2013, foi considerado o terceiro melhor jogador do mundo; em 2014, o décimo terceiro; e em 2015 encerrou como o sétimo melhor jogador do mundo.
Foi classificado como quarto melhor jogador do mundo pela World Soccer em 2013. Está no seleto grupo de vencedores do Prêmio Golden Foot, recebido em 2012. Na distinção FIFA Ballon d'Or 2013, ganhou o Prêmio FIFA Ferenc Puskás, dado ao gol mais bonito do ano. Entrou na seleção do ano pela FIFPro e ficou classificado pela FIFA como quarto melhor jogador do mundo de 2013, com 5,29% dos votos.
Em 2012, o Conselho da Língua Sueca (Swedish Language Council) aceitou o termo "zlatanera", cunhado por um programa humorístico francês. A definição literal é “Ser Zlatan”. No sentido figurado, significa “dominar”.

## Carreira

### Infância
Na infância era um grande rebelde e desde cedo era fã de futebol: após o divórcio dos pais, ficou morando com Šefik, mas passava boa parte do dia em um campo na praça próxima à casa da mãe, Jurka. Um de seus ídolos futebolísticos era Marco van Basten, com quem passou a ser comparado. O maior deles, entretanto, era Ronaldo, cujos pôsteres enfeitavam o quarto do rapaz; em famoso vídeo que circulou na internet, Zlatan aparece vidrado de admiração no ídolo antes de um clássico entre Internazionale e Milan (onde jogava o brasileiro à época). Conseguiu conviver com o brasileiro também fora dos campos, com ambos tendo sido vizinhos do mesmo prédio em Milão.

### Malmo
A sua segunda equipe foi o FBK Flaag, um time de bairro ao qual chegou com dez anos e do qual saiu aos treze, quando conseguiu assinar pelo grande clube da sua cidade, o Malmö FF. Na época, chegou a ponto de pensar em abandonar o futebol depois de várias divergências com os treinadores.
Depois de uma breve passagem pelo Balkan, Zlatan ("dourado", em bósnio, e como ele prefere ser chamado – chegaria a usar seu prenome nas costas de sua camisa, em vez do sobrenome, nos primeiros dias de Ajax) voltou à sua antiga equipe com um novo contrato e com a determinação de acabar os seus estudos. Com 18 anos, chegou à equipe principal e firmou-se rapidamente, sendo o grande protagonista da volta do clube para a primeira divisão, na temporada 1999–00.

### Testes no Arsenal
Arsène Wenger viu nele um jovem promissor e pediu sua contratação aos diretores do clube que treinava, o Arsenal. Zlatan foi então convidado a passar por um período de testes no qual treinaria com o elenco dos Gunners para que fosse feita a sua avaliação. A resposta do jogador ao convite foi: "Zlatan não faz testes". Com a recusa do jogador ao período de testes no Arsenal, quem acabou o contratando foi o Ajax.

### Ajax
O então técnico do clube neerlandês, Leo Beenhakker, não hesitou em contratá-lo após vê-lo em jogo contra a Espanha, e a negociação de 18 milhões de euros já fazia dele o jogador sueco mais caro da história.
O processo de adaptação à competição da vida neerlandesa foi difícil. Era pouco aproveitado no começo em função de seu temperamento: em uma partida contra o Groningen, chegou a dar um soco no pescoço de um adversário, o que lhe valeu uma suspensão de cinco jogos. Depois do fracasso que foi a sua primeira temporada nos Países Baixos, a imprensa desportiva sueca denominou-o "jogador mais sobrevalorizado". Talvez daí tenha começado sua notória péssima relação com a imprensa de seu país.
Aos poucos foi se ajustando ao que o novo treinador do clube, Ronald Koeman, pretendia dele e finalmente ganhou seu espaço. A final da Copa dos Países Baixos de 2002, contra o Utrecht, consagrou Ibrahimović, ao conseguir marcar um gol de ouro aos três minutos da prorrogação e dar o título ao Ajax. Na mesma temporada, foi também campeão neerlandês. Zlatan melhorava jogo a jogo e não demorou muito para que grandes clubes europeus se interessassem pelo artilheiro. Sua saída em 2004, com outro título ganho na Eredivisie, seria um grande baque para o Ajax, que não ganhou mais o campeonato nacional e ainda viu o rival PSV Eindhoven conquistá-lo quatro vezes seguidas.
Sua passagem pelo Ajax é lembrada também por aquele que é julgado como o gol mais bonito de sua carreira, onde fintou quatro jogadores adversários do NAC Breda (um duas vezes) e deixou o goleiro no chão antes de finalizar.

### Juventus
No verão de 2003, a pedido do então técnico Fabio Capello, a Roma tentou contratá-lo, mas o Ajax ainda não estava disposto a cedê-lo. Depois de uma boa Euro 2004, onde marcou belíssimo gol de calcanhar contra a Itália, foi contratado pela Juventus (que contratara Capello) no último dia de mercado antes do início da temporada 2004–05, por cerca de 19 milhões de euros e também graças a uma suposta intervenção do próprio atleta, que teria forçado sua saída do clube neerlandês. As expectativas em torno de Ibrahimović, entretanto, eram de que ele passasse a temporada na reserva dos astros Alessandro Del Piero e David Trezeguet.
Beneficiando-se das lesões do último e desbancando o primeiro, Ibra foi além das expectativas, sendo o artilheiro da Juventus na reconquista do campeonato, que na temporada anterior ficara com o Milan. Foi também eleito pelo jornal La Gazzetta dello Sport o melhor jogador da equipe na campanha e tornando-se estrela mundial. Recebeu ainda uma proposta (recusada) do Real Madrid.
Após a excelente temporada inicial, não foi tão espetacular na seguinte, frequentando o banco de reservas por problemas com o técnico Fabio Capello, marcando apenas seis vezes em 33 partidas; ainda assim, adicionou um bicampeonato no currículo, título que fez da Juve ficar a um título da marca de 30 no campeonato, o que lhe permitiria ser o único clube com três estrelas na Itália (onde uma estrela simboliza dez Scudetti) — já era o único que possuía duas.
Entretanto, um escândalo de manipulação de resultados em favor da Juventus resultou na "cassação" dos dois títulos e no rebaixamento do clube à segunda divisão, onde até então jamais havia estado (era um dos dois clubes italianos que nunca haviam caído para a Serie B, ao lado da maior rival, a Internazionale).

### Internazionale

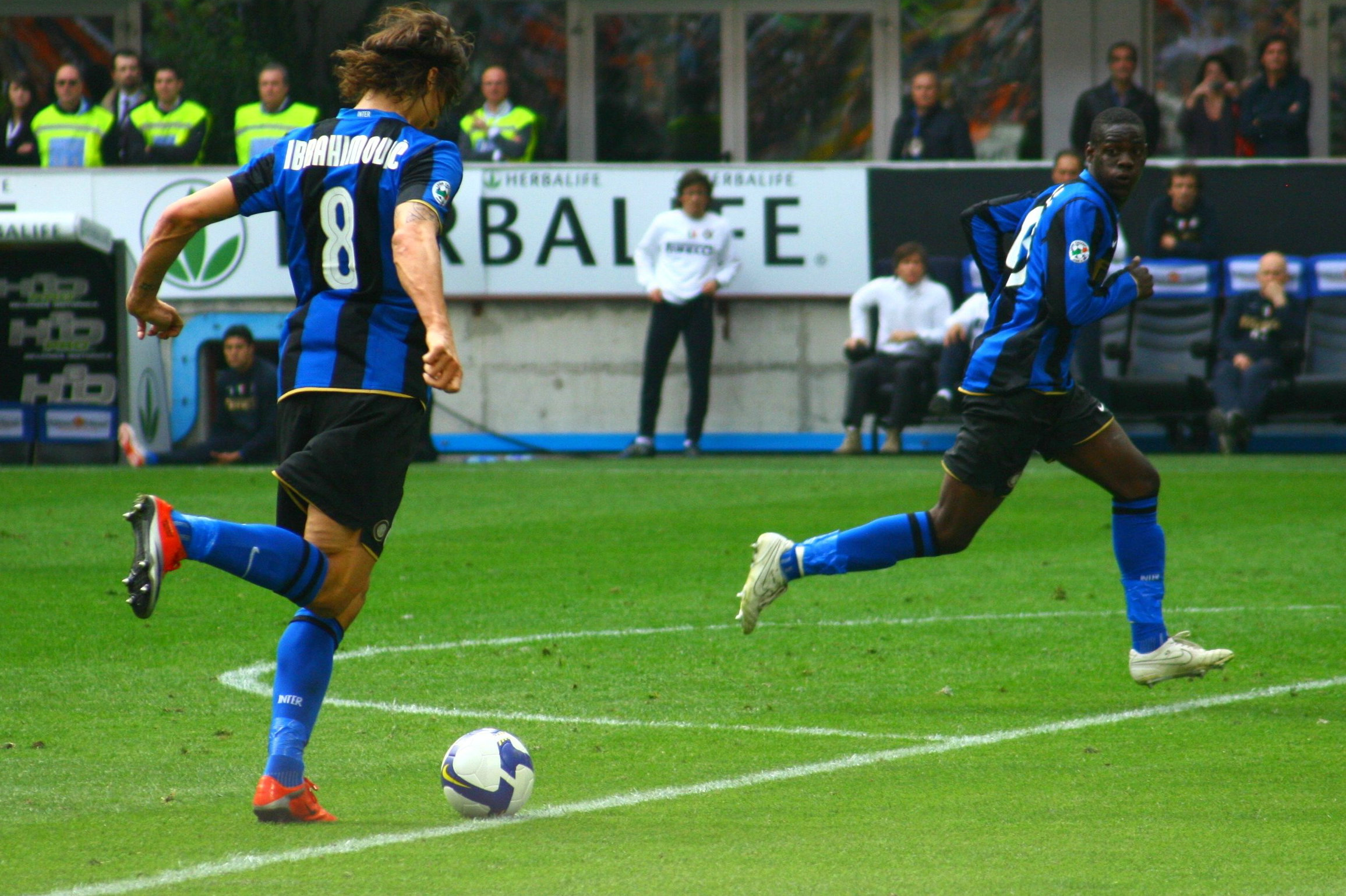
Ibrahimović atuando pela Internazionale, com o então colega de equipe Mario Balotelli

Com o rebaixamento de seu time, Zlatan começou a negociar com o Milan, órfão do ídolo Andriy Shevchenko, recém-saído para o Chelsea. Quando estava praticamente acertado com os rossoneri, entretanto, a rival Internazionale atravessou a transferência em agosto e o comprou primeiro, juntamente com seu ex-colega de Juventus Patrick Vieira.
Indo para um clube que é igualmente rival de seu anterior, causou a fúria dos torcedores juventinos, ainda mais por a Inter ter herdado na justiça o último título dos bianconeri e tornado-se a nova força dominante do futebol italiano. Beneficiada pela punição aos rivais - a Juventus fora rebaixada, e Milan, Lazio e Fiorentina começariam a nova temporada com pontos negativos -, a Inter conseguiu ser campeã com facilidade, ainda que sem tanto brilho do sueco; em seus primeiros meses na nova equipe, teve partidas irregulares, sendo ofuscado no ataque interista pelo mais limitado Julio Cruz.
Foi na segunda temporada em Milão que Ibrahimović triunfou, tornando-se o mais decisivo jogador do clube: enquanto esteve de fora dos gramados por lesão no primeiro semestre de 2008, os nerazzurri deixaram a Roma alcançá-los na tabela, ameaçando o terceiro título seguido na Serie A. A decisão ficou para a última rodada, quando Ibra voltou a jogar, entrando no segundo tempo. Mesmo ainda em recuperação, marcou os dois gols da vitória interista — o primeiro deles dez minutos após ter entrado — sobre o Parma, que garantiu o tri.
Foi novamente o grande destaque da Inter na temporada 2008–09, em que o time terminou tetracampeão por antecipação, igualando-se aos 17 títulos do rival Milan no campeonato. Embora o clube tenha novamente fracassado na Liga dos Campeões, o sueco eslavo teve outro motivo para comemorar: conseguiu pela primeira vez a artilharia de um torneio, no campeonato.

### Barcelona

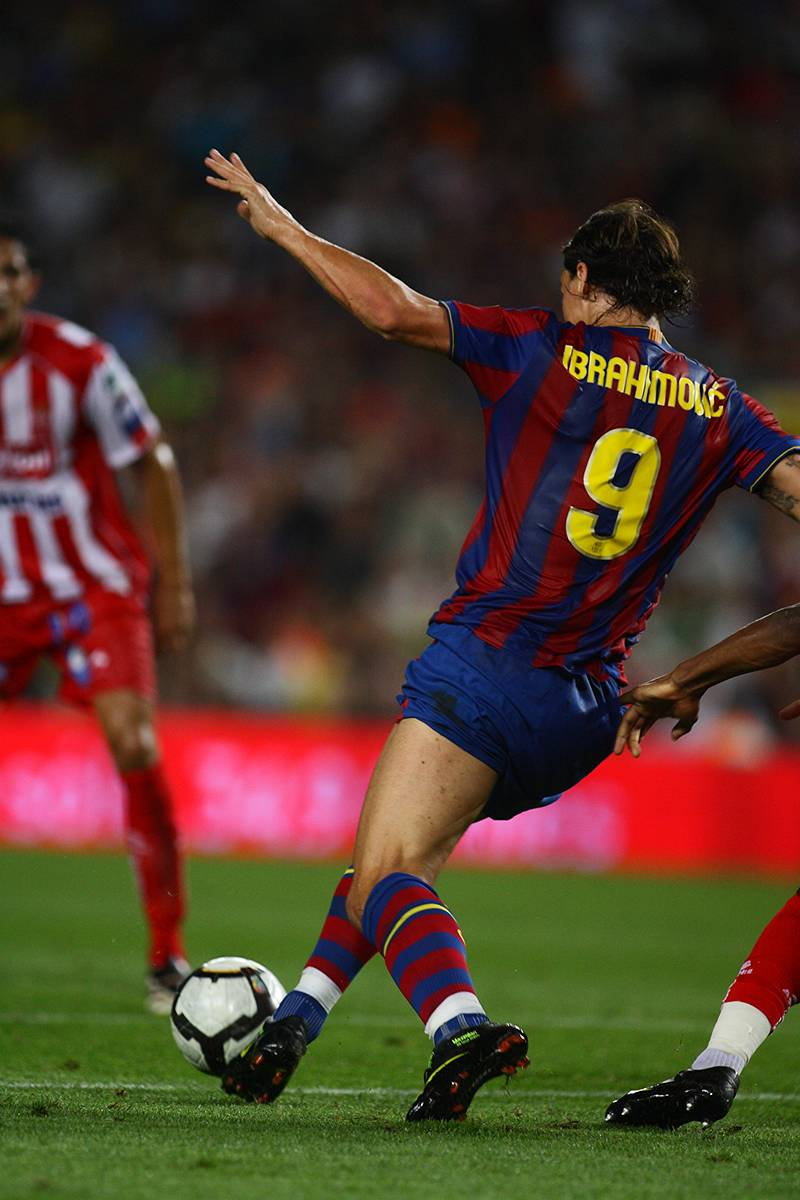
Ibrahimović no dia em que marcou seu primeiro gol pelo Barcelona, contra o Sporting Gijón

Os seguidos fracassos da Inter na Liga dos Campeões, entretanto, deixavam-no insatisfeito, diminuindo suas chances de ser reconhecido oficialmente entre os melhores do mundo. Em julho de 2009, Ibrahimović acertou então sua ida para o recém-campeão do torneio, o Barcelona, em uma troca com dois jogadores dos blaugranas, Samuel Eto'o e Alyaksandar Hleb. Na negociação, o clube espanhol desembolsou cerca de 68 milhões de euros: pagou 45 milhões à Inter, cedeu os direitos federativos do camaronês (20 milhões) e o empréstimo do bielorrusso por uma temporada (posteriormente, Hleb optaria por ir ao Stuttgart, obrigando o Barça pagar mais 3 milhões de euros).
Marcou seu primeiro gol pelo clube catalão no dia 31 de agosto, quando o Barcelona venceu o Sporting Gijón por 3–0. Ibra manteve boa média de gols e não decepcionou em seu primeiro clássico contra o galáctico Real Madrid: substituiu Thierry Henry no decorrer da partida e em um minuto marcou o gol da vitória por 1–0 que fez o Barça ultrapassar o rival na liderança da La Liga.
Apesar da boa média de gols e por ter conquistado o título espanhol, sua primeira temporada acabaria ofuscada, não demonstrando no Barcelona o mesmo protagonismo que exercia na Inter de Milão, papel que coube ao colega Lionel Messi, eleito o melhor do mundo no período. Para piorar, na Liga dos Campeões da UEFA o Barcelona acabaria eliminado justamente pela Inter - que, ainda por cima, conseguiria ser campeã na primeira tentativa sem o sueco, no torneio que ele tanto almeja conquistar. Envolveu-se em uma polêmica com Josep Guardiola, chegando a discutir de maneira calorosa com o treinador no intervalo de um jogo contra o Villarreal. Logo depois foi oficializada a contratação de David Villa, outro duro golpe para Ibra (que já tinha de disputar posição com a revelação Pedro), alimentando rumores oficializados de negociações para um retorno à Milão, desta vez para defender o Milan.

### Milan

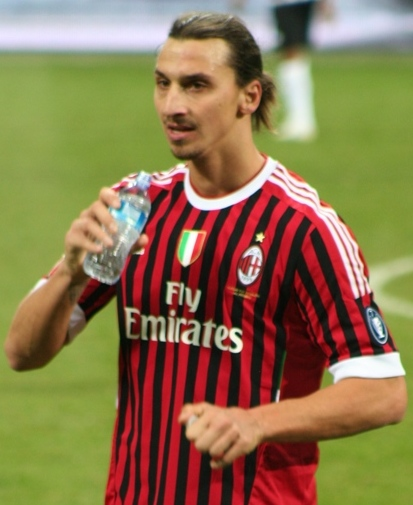
Ibrahimović em sua primeira passagem pelo Milan

Os rumores confirmaram-se no dia 28 de agosto de 2010, com o Barcelona chegando a um acordo com o Milan, emprestando o sueco ao time italiano por um ano, com opção de compra por 24 milhões de euros (na época, cerca de 55 milhões de reais), satisfazendo o antigo desejo do clube rossonero em tê-lo. Assim, Ibra entrou para o grupo dos jogadores que defenderam os três grandes times do futebol italiano.
Apesar de uma estreia decepcionante, onde chegou a perder um pênalti, recuperou-se e se mostrou peça-chave do time rossonero, tendo um de seus melhores momentos em reencontro contra a Inter: marcou o gol da vitória, que ainda por cima colocou os milanistas na liderança. No meio da temporada, chegou a declarar que pensa em aposentar-se dos gramados em junho de 2014; ele estaria com 33 anos e ao fim de seu contrato com o Barcelona, detentor de seu passe. "O jogador deve parar quando está no seu auge", justificou. A data planejada incluiria eventual participação sueca na Copa do Mundo FIFA de 2014. Ao fim de sua primeira e boa temporada no Milan, onde somou um total de 14 gols em 29 jogos pela Serie A de 2010–11, conquistou o Scudetto, ajudando o clube a sagrar-se campeão italiano.
Satisfeito com o desempenho de Ibrahimović durante o empréstimo, o Milan aceitou pagar os 24 milhões de euros (55 milhões de reais) propostos pelo Barcelona para a contratação do sueco, e ele permaneceu em definitivo no Rossonero.
Em sua segunda temporada pelo rossonero, Ibrahimović mostrou porque o Milan optou por sua permanência, completando a temporada em que marcou mais gols em sua carreira, num total de 35 tentos em 44 jogos, sendo 28 deles em 32 jogos pela Serie A de 2011–12, o que o tornaram artilheiro do campeonato. Apesar da artilharia do sueco, o Milan não conseguiu conquistar o bicampeonato italiano graças a uma fantástica temporada da Juventus, primeiro clube de Ibra no futebol italiano. Na mesma temporada, marcou um gol na vitória sobre o Arsenal por 4–0 em casa, pela Liga dos Campeões da UEFA, no dia 15 de fevereiro de 2012. Marcou um hat-trick no dia 3 de março, na goleada de 4–0 contra o Palermo, recebendo assistência de Robinho e Urby Emanuelson.

### Paris Saint-Germain

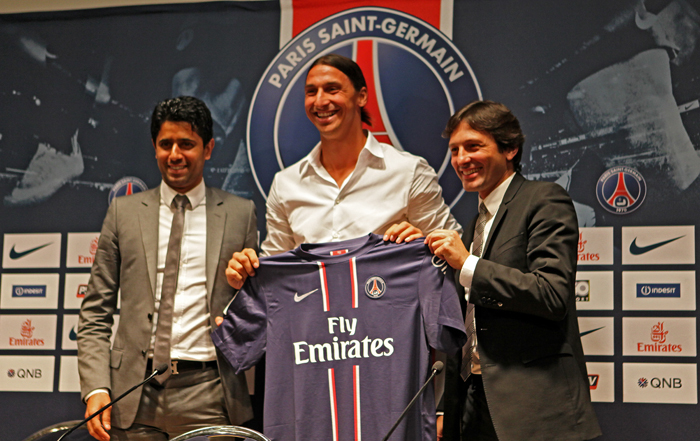
Ibrahimović sendo apresentando no PSG, com Leonardo (diretor esportivo, à direita) e o presidente do clube Nasser Al-Khelaïfi (à esquerda)

No dia 17 de julho de 2012, após uma semana de muitas especulações, Ibrahimović foi confirmado pelo diretor de futebol Leonardo como novo jogador do Paris Saint-Germain. Após fechar a negociação com o clube italiano, que girou em torno de 20 milhões de euros, no dia seguinte o PSG anunciou oficialmente a contratação do jogador, que assinou por três temporadas com um salário de 12 milhões de euros (R$ 30 milhões) por ano. Duas semanas depois, o então presidente do Milan, Silvio Berlusconi, lamentou profundamente a negociação de Ibra e do brasileiro Thiago Silva, alegando que não podia segurar os dois jogadores por conta da crise financeira que prejudicou o caixa do clube.
| “                                                   | Nós não queríamos ceder nem o Thiago Silva, nem o Ibrahimović. Tanto é verdade que na primeira oferta respondemos não. Depois foi feita uma avaliação, tendo em conta também o Fair Play que entrará em vigor no próximo ano e, com o coração chorando, fomos obrigados a aceitar esta oferta. Mas não acho que no ataque sentiremos muito a falta de Ibrahimović. | ” |
| — Silvio Berlusconi, em entrevista ao Milan Channel | |   |

Apresentado oficialmente pelo Paris Saint-Germain no dia 18 de julho, Ibrahimović foi bastante elogiado pelo presidente Nasser Al-Khelaïfi, que comemorou a contratação e projetou um futuro de títulos com o sueco no elenco.
| “                    | Este é um projeto muito interessante, um projeto que eu queria fazer parte e não tive dúvidas quando o PSG contactou o meu agente (Mino Raiola). Quero fazer história nesse clube. Vim aqui para vencer e nada mais. | ” |
| — Zlatan Ibrahimović | |   |

Seu primeiro jogo com a camisa do PSG foi no dia 28 de julho, um amistoso contra o D.C. United realizado no Robert F. Kennedy Memorial Stadium. Ibra marcou um gol logo no primeiro minuto, ficou em campo por apenas 39 minutos e o PSG empatou em 1–1. O sueco voltou a balançar as redes no dia 7 de outubro, dessa vez pela Ligue 1, marcando dois gols sobre o Olympique de Marseille no empate por 2–2. Já no dia 18 de setembro, na abertura do Grupo A da Liga dos Campeões da UEFA, contra o Dínamo de Kiev, Ibrahimović marcou seu sexto gol em apenas cinco partidas pelo PSG. Assim, ele tornou-se o primeiro jogador a marcar por seis clubes diferentes na competição. No dia 11 de dezembro, o sueco marcou um hat-trick na goleada por 4–0 contra o Valenciennes, fora de casa.
No dia 3 de novembro de 2012, Ibra foi expulso num jogo contra o Saint-Étienne, após dar uma "voadora" no goleiro Stéphane Ruffier quando o placar estava em 1–0 a favor do Saint-Étienne; o PSG acabou perdendo de 2–1. Em seu primeiro jogo após cumprir a suspensão, Ibrahimović foi fundamental na vitória do PSG sobre o Troyes por 4–0. Ele fez dois gols e deu duas assistências, uma para o brasileiro Maxwell e a outra para Blaise Matuidi.
Com o fim do ano de 2012, o centroavante terminou sua primeira metade de temporada no PSG com uma marca inédita para o clube da capital: 18 gols em 16 jogos no campeonato francês.
Em janeiro de 2013, após a saída de Nenê para o Al-Gharafa, do Catar, Ibrahimović assumiu a camisa 10 do time. O atacante teve boa atuação no dia 9 de março, sendo decisivo ao marcar os dois gols que garantiram a vitória de virada por 2–1 contra o Nancy, válida pela Ligue 1. Irritado com as vaias da torcida, no dia seguinte Ibra deu declarações em entrevista ao jornal Le Parisien criticando os torcedores do PSG que antes “não tinham nada”.
| “ | Eles pedem muito. Isso é estranho, considerando o que eles tinham no passado. Porque antes eles não tinham nada. Eu joguei em muitos clubes grandes e sei que nada vem fácil. | ” |

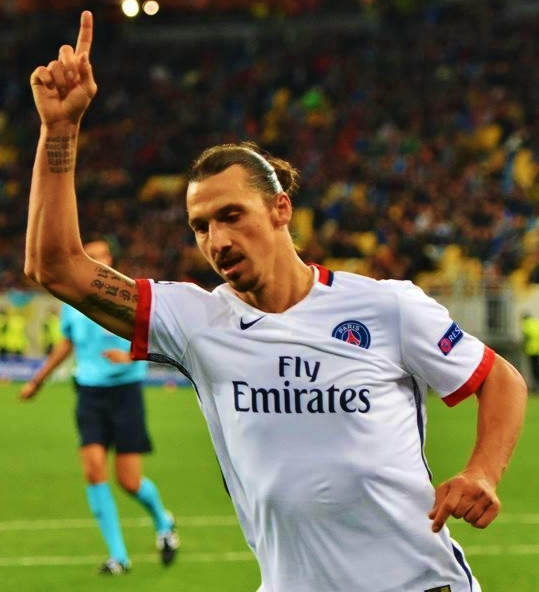
Ibrahimović atuando pelo PSG em 2015

No dia 29 de março, pelo Campeonato Francês, foi de Ibra a assistência para o gol de Kevin Gameiro que garantiu o triunfo pelo placar mínimo contra o Montpellier. Continuando a boa fase, no dia 2 de abril foi o autor de um dos gols no empate por 2–2 contra o Barcelona, no Parc des Princes, pela Liga dos Campeões. O outro gol foi marcado pelo volante Blaise Matuidi, nos acréscimos do segundo tempo. Já no dia 6 de abril, Ibrahimović voltou a balançar as redes numa vitória por 2–0 sobre o Rennes, válida pelo Campeonato Francês. No dia 21 de abril, também pelo Campeonato Francês, fez um dos gols na vitória sobre o Nice por 3–0.
Fez dois gols na despedida de David Beckham, no dia 18 de maio, contra o Brest, saindo vitorioso com sua equipe vencendo a partida por 3–1. Ibrahimović terminou como artilheiro da Ligue 1 e foi campeão dessa mesma pelo clube parisiense.
Em setembro de 2013, Ibrahimović renovou seu contrato com o PSG até 2016 em um acordo que consta que ele receberá 15 milhões de euros líquidos por ano, fora bônus. Posteriormente, no dia 23 de outubro, Zlatan marcou quatro gols dos cinco contra o Anderlecht, pela fase de grupos da Liga dos Campeões da UEFA. Este jogo foi o recorde de gols do sueco em uma partida oficial. Ibrahimović teve seu melhor desempenho na Liga dos Campeões nesta temporada, marcando 10 gols em oito jogos, sendo o vice-artilheiro da competição, ficando atrás apenas de Cristiano Ronaldo.
No dia 11 de maio de 2014, Ibra foi eleito o melhor jogador da Ligue 1 pelo segundo ano consecutivo e se sagrou campeão e artilheiro da Ligue 1 novamente pelo PSG.
Já no dia 4 de outubro de 2015, o Paris Saint-Germain venceu o Olympique de Marseille por 2–1, em partida válida pela nona rodada do campeonato francês. Na partida, Ibrahimović fez os dois gols do time, ambos de pênalti, chegando aos 110 gols com a camisa do PSG, ultrapassando o português Pauleta e se tornando o maior goleador da história do time da capital francesa. Deixou o clube em maio de 2016, declarando que chegou como rei e sai como lenda.

### Manchester United
No dia 30 de junho, o sueco anunciou no seu perfil do Instagram que havia acertado com o Manchester United. Após passar por exames médicos, foi anunciado oficialmente como jogador do United no dia 1 de julho. Em sua primeira partida oficial, fez o gol do título contra o Leicester pela Supercopa da Inglaterra de 2016. Em sua estreia na Premier League, fez o terceiro gol do United na vitória sobre o Bournemouth por 3–1, tornando-se o primeiro jogador a marcar gols em sua estreia na Premier League, na Serie A, na La Liga, na Ligue 1 e na Liga dos Campeões. No jogo seguinte, contra o Southampton, no Old Trafford, marcou os dois gols da vitória do United por 2–0. Na quarta rodada, no derby de Manchester, foi dele o único gol do United na derrota para o Manchester City por 2–1. Na segunda rodada da fase de grupos da Liga Europa de 2016–17, fez o gol da vitória do United sobre o Zorya, da Ucrânia. Já no dia 26 de fevereiro de 2017, marcou duas vezes na final da Copa da Liga Inglesa, contra o Southampton, na vitória do United por 3–2, ganhando seu segundo título pelo clube.
Após sofrer uma grave lesão no joelho em uma partida contra o Anderlecht, e ter perdido o restante da temporada, o Manchester United anunciou que não iria renovar o contrato do sueco para a próxima temporada. No dia 24 de agosto de 2017, porém, Ibrahimović assinou novo contrato com o United e recebeu a camisa 10, previamente usada por Wayne Rooney. Após sete meses afastado dos gramados, voltou a jogar no dia 18 de novembro de 2017, entrando no decorrer do segundo tempo da vitória dos Diabos Vermelhos por 4–1 sobre o Newcastle. Já no dia 20 de dezembro, voltou a marcar após oito meses, na derrota por 2–1 para o Bristol City, válida pela Copa da Liga Inglesa.
Em 22 de março de 2018, o Manchester United anunciou a rescisão do contrato do centroavante, que deixou o clube com um total de 29 gols marcados em 53 partidas.

### Los Angeles Galaxy

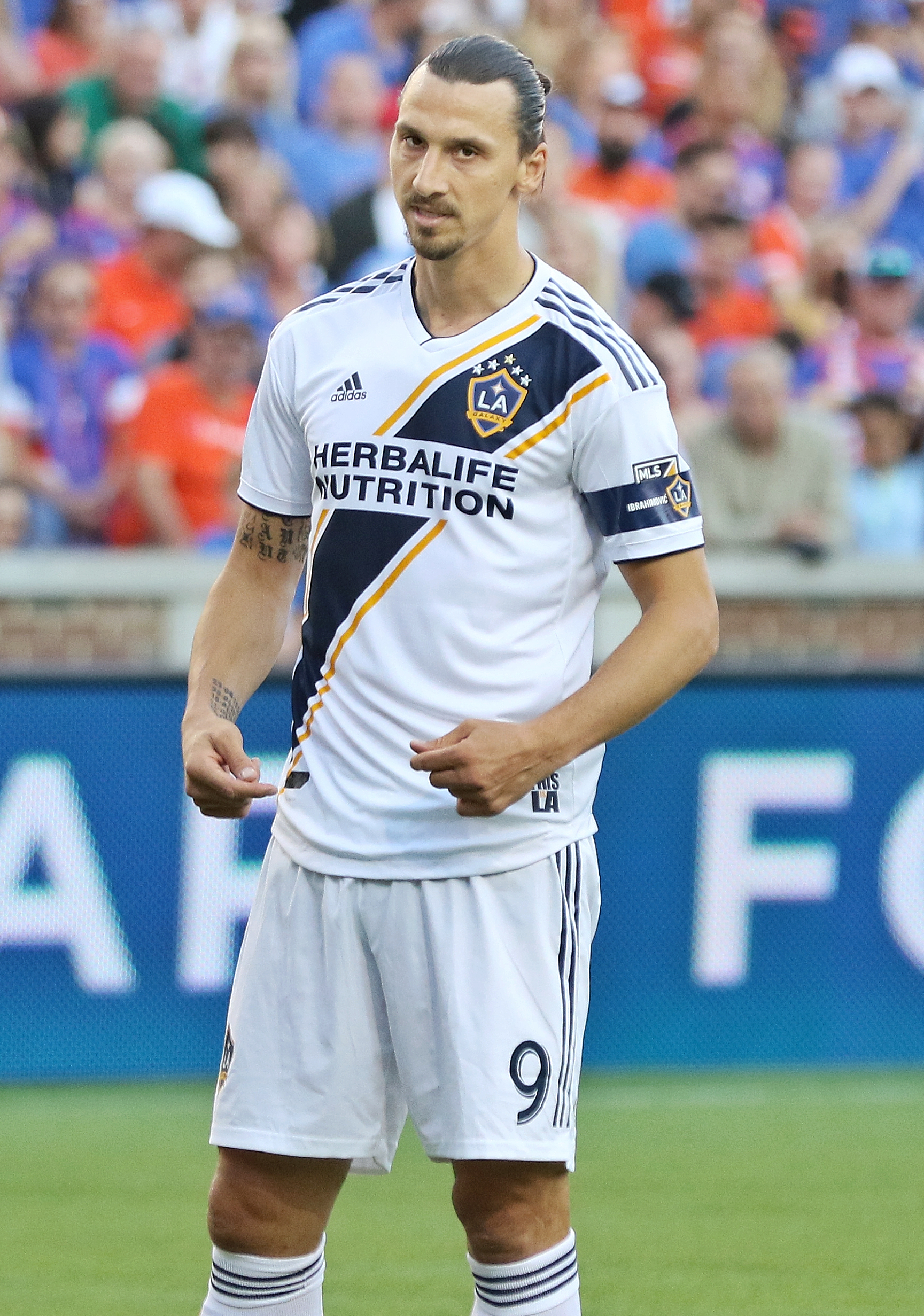
Ibrahimović no Los Angeles Galaxy em 2019

No dia 23 de março de 2018, foi anunciado como novo jogador do Los Angeles Galaxy. Fez sua estreia no dia 31 de março, entrando no decorrer do derby local contra o Los Angeles FC, marcando dois gols na vitória do Galaxy por 4 a 3, de virada. Por duas temporadas consecutivas, Ibra foi nomeado para a equipe do jogo das estrelas, para a seleção do campeonato e teve a camisa mais vendida da Major League Soccer.
Em sua primeira temporada, Ibra marcou 26 gols e 11 assistências em 30 partidas, o quinto maior número de gols marcados para um estreante na Major League Soccer. Na segunda temporada, Ibra marcou 30 gols e deu sete assistências, se transformando no terceiro maior artilheiro da Major League Soccer em uma única edição. Apesar dos ótimos números individuais, Ibra não conseguiu levar o Los Angeles Galaxy ao título da Major League Soccer.
No dia 13 de novembro de 2019, anunciou a sua saída do Los Angeles Galaxy.

### Retorno ao Milan
Em 27 de dezembro de 2019, o Milan anunciou seu retorno até o fim da temporada com opção de extensão por mais um ano. O atacante foi apresentado no dia 2 de janeiro de 2020 e recebeu a camisa 21. Ibra explicou o retorno:
| “ | Eu amo esse clube porque, quando voltei para a Itália, vindo do Barcelona, o Milan me devolveu o desejo de jogar futebol. Em 2012, saí contra a minha vontade, agora volto como gratidão pelo apoio que recebi. | ” |

Reestreou pelo clube Rossoneri no dia 6 de janeiro, contra a Sampdoria, em partida válida pela Serie A. Substituiu Krzysztof Piątek aos 10 minutos do segundo tempo, mas não evitou o 0–0 no San Siro. Já sua estreia como titular foi no dia 11 de janeiro, contra o Cagliari, na qual teve boa atuação e marcou o segundo gol da vitória de 2–0 fora de casa.
No dia 4 de fevereiro de 2020, após quatro partidas como titular e tendo boas atuações, o jornal La Gazzetta dello Sport questionou se o Milan já era "Ibra dependente".
No dia 31 de agosto, foi anunciada a renovação de Ibra por mais uma temporada. Ele, que na última temporada havia usado a camisa 21, escolheu a camisa 11, número esse que usou na sua primeira passagem. Iniciou a temporada 2020–21 marcando dois gols na vitória de 2–0 contra o Bologna, pela Serie A, no dia 21 de setembro.
Já na temporada 2021–22, sofreu com lesões e foi reserva do francês Olivier Giroud. Ainda assim, Ibra atuou em 23 partidas, marcou oito gols na Serie A e sagrou-se campeão da competição.
Em 18 de julho de 2022, o Milan anunciou mais uma renovação de contrato com Ibrahimović, com o sueco assinando por mais uma temporada.
Ao balançar as redes no dia 18 de março de 2023, na derrota por 3–1 para a Udinese, o centroavante tornou-se o jogador mais velho a marcar um gol na Serie A, com 41 anos e 166 dias. Ibra superou Alessandro Costacurta, ex-jogador do Milan, que havia marcado em 2007 aos 41 anos e 25 dias.

### Aposentadoria
No dia 4 de junho de 2023, após uma vitória do Milan por 3–1 sobre o Hellas Verona, Ibrahimović anunciou oficialmente a sua aposentadoria do futebol. Emocionado, o jogador foi ao centro do Estádio San Siro, pegou o microfone e fez o anúncio:
| “ | Chegou o momento de dar adeus ao futebol, mas não a vocês. Serei para sempre um milanista. Vejo vocês por aí, se tiverem sorte. Forza Milan e adeus! | ” |

## Seleção Nacional
Estreou pela Seleção Sueca principal em 2001, quando estava no Ajax, em partida contra as Ilhas Faroé. Seu primeiro gol foi contra o Azerbaijão, pelas Eliminatórias da Copa do Mundo FIFA de 2002. Foi ao mundial ainda desconhecido do grande público, entrando em campo apenas nas oitavas de final, quando os nórdicos foram eliminados pela sensação Senegal.
A Euro 2004 realizada em Portugal acabou por ser a rampa de lançamento definitiva para a carreira de Ibrahimović, que assombrou o mundo com um gol de calcanhar no jogo contra a Itália, numa competição onde foi revelação. Dois anos depois, foi também à Copa do Mundo de 2006, agora consagrado como grande astro da equipe devido à conquista do bicampeonato italiano com a Juventus. O seu bom desempenho ofuscou Henrik Larsson, que o havia deixado na reserva na Copa do Mundo de 2002.
Entretanto, os escandinavos realizaram um mundial irregular. Pelo grupo B, não passaram de um empate em 0–0 contra Trinidad e Tobago, uma vitória por 1–0 contra o Paraguai, com o único gol do jogo marcado por Fredrik Ljungberg, aos 89 minutos. Fecharam a fase de grupos empatando em 2–2 com a Inglaterra, resultado que garantiu a classificação sueca na segunda colocação do grupo. Nas oitavas de final, no entanto, foram eliminados pela anfitriã Alemanha. Ibrahimović saiu da Copa como uma das maiores decepções individuais do torneio, sem ter marcado gols nem jogado o que se esperava dele.
Na Euro 2008, Ibrahimović marcou na vitória contra a Grécia e empatara o jogo contra a Espanha em 1 a 1, mas os futuros campeões conseguiram a vitória nos acréscimos. Mesmo assim, levou críticas, a despeito de ter ido lesionado ao torneio. Na última rodada, pouco pôde fazer contra os determinados russos, adversários diretos na luta pela segunda vaga, e que venceram por 2–0.

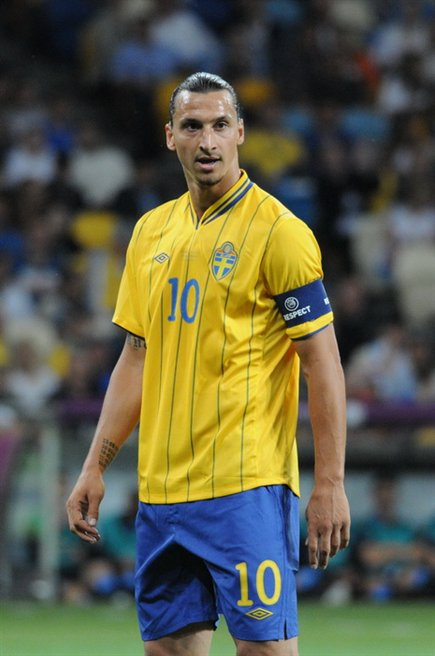
Ibrahimović na Euro 2012

A falta de bons resultados da Suécia tendo Ibrahimović como a grande estrela prosseguiu, com o país a nem sequer se classificar para a Copa do Mundo de 2010. Isso fez com que Ibrahimović, semanas após a eliminação, anunciasse uma renúncia temporária à Seleção, atitude revista por ele seis meses depois, quando declarou-se disposto a voltar a jogar por seu país.
Na Euro 2012, Ibra marcou duas vezes ao longo do torneio. Um foi no primeiro jogo da Seleção na competição, contra a Ucrânia, em que a Suécia acabaria sendo derrotada de virada por 2–1, e o centroavante foi bastante criticado na tentativa de marcar o experiente Andriy Shevchenko, autor dos dois gols da Ucrânia. O segundo gol do jogador na competição foi um golaço contra a França, na partida em que a Suécia, já eliminada, venceu por 2–0, sendo o primeiro gol feito por Ibrahimović de voleio. Este tento lhe rendeu a premiação de gol mais bonito do torneio.
No dia 14 de novembro de 2012, a Seleção Sueca fez um jogo amistoso com a Inglaterra. No jogo, a Suécia venceu por 4–2 na inauguração do estádio Friends Arena, com Ibrahimović marcando quatro gols, sendo o último uma pintura em que Zlatan dá uma bicicleta de fora da área, em uma distância de 27 metros do gol. O seu gol ficou entre os melhores gols do ano.
Depois da derrota contra a Áustria por 2–1, válida pelas Eliminatórias da Copa do Mundo de 2014, os suecos precisavam vencer para igualarem os austríacos e também a Irlanda no segundo lugar do grupo C. Assim, contaram com boa atuação de Ibrahimović em Estocolmo, no dia 11 de junho de 2013, que marcou dois gols e garantiu a vitória da Suécia por 2–0 contra as Ilhas Faroé, que estava sem pontos e na lanterna do grupo.
Após duas vitórias, uma contra a Irlanda, fora de casa, e outra contra o Cazaquistão, a Suécia precisava de uma vitória contra a Áustria, dentro de casa, para garantir sua classificação para a repescagem da Copa do Mundo de 2014. No jogo, a Suécia perdia por 1–0, mas no início do segundo tempo o lateral Martin Olsson, com assistência de Ibra, empatou o jogo. Aos 41 minutos do segundo tempo, Ibrahimović recebeu um grande passe e garantiu a vitória dos suecos com um gol histórico sobre os austríacos, garantindo assim a Suécia na repescagem da Copa do Mundo de 2014. Entretanto, na segunda fase das Eliminatórias, a equipe sueca seria eliminada após perder as duas partidas contra Portugal, que contou com grande atuação do craque Cristiano Ronaldo.
Tornou-se o maior artilheiro da Seleção no dia 4 de setembro de 2014, ao marcar um gol de letra num amistoso contra a Estônia, na Friends Arena. Foi seu 50º gol em 99 partidas, ultrapassando a antiga marca de 49 gols de Sven Rydell existente desde 1932.
Ibra realizou sua última partida pela Suécia no dia 22 de junho de 2016, sendo titular e atuando os 90 minutos na derrota por 1–0 contra a Bélgica, válida pela última rodada do Grupo E da Eurocopa. Após a eliminação sueca ainda na fase de grupos, o atacante aposentou-se da Seleção. Entretanto, voltaria a ser convocado em março de 2021, depois de quatro anos e meio, devido ao destaque pelo Milan na Serie A.

## Vida pessoal

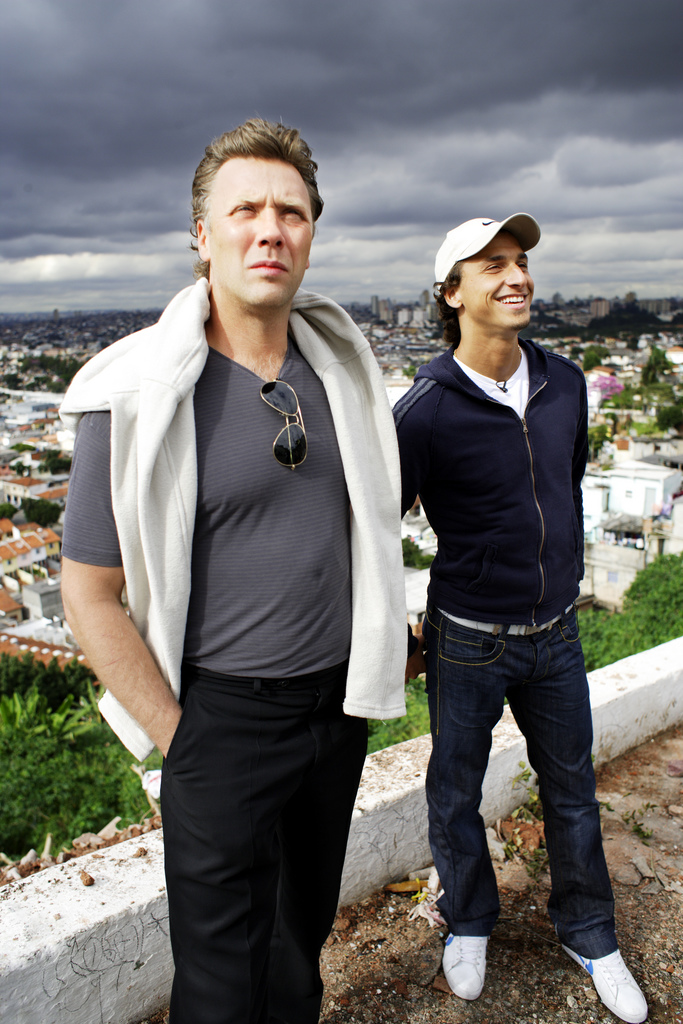
Ibrahimović ao lado do ator Mikael Persbrandt em 2005, participando de um projeto no Brasil

### Infância e juventude
Tem origens na antiga Iugoslávia: é filho de pai bósnio muçulmano, o encadernador Šefik Ibrahimović, e mãe croata católica, a faxineira Jurka Gravić, que se conheceram em Rosengård, bairro humilde da cidade de Malmo, formado por grandes conjuntos habitacionais repleto de colônias de imigrantes e onde Zlatan nasceu e passou a infância.

### Origens
Devido às origens de seus pais, Ibrahimović poderia ter optado também por defender as Seleções Croata e Bósnia. Seu ex-colega de Seleção Sueca, Teddy Lučić, também possui origem croata. Outro ex-colega (e ídolo) seu do selecionado com raízes na antiga Iugoslávia, e também nascido em Rosengård, em Malmo, é Yksel Osmanovski (de origem macedônia). Daniel Majstorović (também nascido em Malmo), com quem disputou a Euro 2008, tem origens sérvias.
Por causa da origem estrangeira, ele, ainda que involuntariamente, tornou-se símbolo da integração dos imigrantes com os suecos em seu país, ou da falta dela; sua região-natal de Malmo é justamente onde grupos políticos da extrema-direita da Suécia têm mais prestígio. Um deles chegou a declarar que Zlatan "não é sueco. Ele tem um modo de falar e uma linguagem corporal que eu não identifico como suecos". De fato, fala o Rosengårdssvenska, um dialeto do seu bairro de Rosengård, onde mais de 84% dos moradores são de origem não-escandinava. Os suecos mais conservadores também não apreciam no jogador o temperamento, o individualismo e as regalias na Seleção, que iria de encontro a um forte costume local, o Jantelagen, de não se achar melhor que os outros ou mais importante que alguém. Por outro lado, tornou-se ídolo para os jovens do bairro, que nele se espelham.
Ibra também possui origem cigana. Na Internazionale, chegou a ser colega de outro cigano, o português Ricardo Quaresma.
Zlatan entrou para o dicionário da língua sueca, com o verbo "zlatanear". O neologismo significa "dominar com força", e foi aprovado junto a outros 39 termos pela Academia da Língua sueca. O verbo teve origem na França; "zlataner" foi criado pelo Les Guignols de L'info, um programa de televisão do Canal + (do tipo da Contra Informação) para se referir a personalidade do atacante.
A homenagem ao jogador aconteceu pouco menos de um mês depois dos quatro gols marcados por Ibrahimović na vitória por 4–2 sobre a Inglaterra, na inauguração da Friends Arena, em Estocolmo. Segundo o jornal "Expressen", o gol de bicicleta foi uma mágica, de "Ibracadabra", outra expressão, essa que ainda não chegou aos dicionários.

### Tatuagens
Em seu corpo, possui tatuagens com os nomes de seus pais e de seus dois filhos (Maximilian e Vincent), com suas respectivas datas de nascimento. E também seu sobrenome em árabe, إبراهيموفتش. O sobrenome Ibrahimović, herdado de seu pai, muçulmano, deriva do nome árabe Ibraim.
Em 2015, durante um jogo entre o PSG e o Caen, Ibrahimović marcou aos dois minutos do primeiro tempo e criou polêmica ao tirar a camisa e mostrar o corpo cheio de tatuagens, além das já conhecidas. Ele tatuou no seu corpo o nome de 50 pessoas que passam fome no mundo, associando-se à campanha do Programa Alimentar Mundial.

### Polêmicas
Em 2005, na comemoração do título italiano daquela temporada com a Juventus, onde exagerou no consumo de bebida alcoólica, Ibra "culpou" o então companheiro David Trezeguet pelo incidente. Segundo o sueco: "O colega me fez beber um copo de vodca atrás do outro. Eu dormi na banheira. Agora eu seguro muito melhor o meu copo".
Uma vez, questionado sobre seu estilo de jogo, respondeu de bate-pronto ao responsável pela pergunta: "Eu jogo o estilo Zlatan". Ainda com relação a sua habilidade, Ibra, após driblar várias vezes um zagueiro do Liverpool, afirmou: "Eu fui para a esquerda e ele foi também. Depois fui pra direita e ele foi de novo. Fui mais uma vez para a esquerda e ele foi comprar um cachorro-quente na lanchonete". Em outra, quando numa polêmica com o atacante norueguês John Carew, disparou: "O que Carew faz com uma bola, eu faço com uma laranja."
Quando o assunto é vida pessoal, o ídolo do PSG não deixa por menos. Determinada vez, questionado sobre suas cicatrizes no rosto, diria ao jornalista: "Não sei, você deveria perguntar para a sua esposa." Agora, acerca de dúvidas sobre sua sexualidade, falaria: "Apareça na minha casa com a sua irmã e mostro quem é gay". E, para encerrar, quando perguntado sobre o que daria de presente a sua esposa, a modelo Helena Seger, em seu aniversário, afirmou: "Nada, ela já tem Zlatan".
No dia 23 de dezembro de 2014, foi eleito o segundo melhor esportista sueco, porém se revoltou por não ser o primeiro e disse: "Eu seria o primeiro, segundo, terceiro, quarto e quinto nessa lista."

## Estatísticas
Atualizadas dia 18 de março de 2023.

### Clubes
| Equipe              | Temporada         | Campeonato nacional | Campeonato nacional | Campeonato nacional | Copa nacional | Copa nacional | Copa nacional | Competições continentais | Competições continentais | Competições continentais | Outros torneios | Outros torneios | Outros torneios | Total | Total | Total   |
| Equipe              | Temporada         | Jogos               | Gols                | Assist.             | Jogos         | Gols          | Assist.       | Jogos                    | Gols                     | Assist.                  | Jogos           | Gols            | Assist.         | Jogos | Gols  | Assist. |
| ------------------- | ----------------- | ------------------- | ------------------- | ------------------- | ------------- | ------------- | ------------- | ------------------------ | ------------------------ | ------------------------ | --------------- | --------------- | --------------- | ----- | ----- | ------- |
| Malmö               | 1999              | 6                   | 1                   | 0                   | —             | —             | —             | —                        | —                        | —                        | —               | —               | —               | 6     | 1     | 0       |
| Malmö               | 2000              | 26                  | 12                  | 2                   | 3             | 2             | 0             | —                        | —                        | —                        | —               | —               | —               | 29    | 14    | 2       |
| Malmö               | 2001              | 8                   | 3                   | 3                   | 4             | 0             | 0             | —                        | —                        | —                        | —               | —               | —               | 12    | 3     | 3       |
| Malmö               | Total             | 40                  | 16                  | 5                   | 7             | 2             | 0             | —                        | —                        | —                        | —               | —               | —               | 47    | 18    | 5       |
| Ajax                | 2001–02           | 24                  | 6                   | 6                   | 3             | 1             | 1             | 6                        | 2                        | 0                        | —               | —               | —               | 33    | 9     | 7       |
| Ajax                | 2002–03           | 25                  | 13                  | 3                   | 3             | 3             | 0             | 13                       | 5                        | 2                        | 1               | 0               | 0               | 42    | 21    | 5       |
| Ajax                | 2003–04           | 22                  | 13                  | 7                   | 1             | 0             | 0             | 8                        | 2                        | 1                        | —               | —               | —               | 31    | 15    | 8       |
| Ajax                | 2004–05           | 3                   | 3                   | 1                   | —             | —             | —             | —                        | —                        | —                        | 1               | 0               | 0               | 4     | 3     | 1       |
| Ajax                | Total             | 74                  | 35                  | 17                  | 7             | 4             | 1             | 27                       | 9                        | 3                        | 2               | 0               | 0               | 110   | 48    | 21      |
| Juventus            | 2004–05           | 35                  | 16                  | 8                   | —             | —             | —             | 10                       | 0                        | 3                        | —               | —               | —               | 45    | 16    | 11      |
| Juventus            | 2005–06           | 35                  | 7                   | 7                   | 2             | 0             | 0             | 9                        | 3                        | 1                        | 1               | 0               | 0               | 47    | 10    | 8       |
| Juventus            | Total             | 70                  | 23                  | 15                  | 2             | 0             | 0             | 19                       | 3                        | 4                        | 1               | 0               | 0               | 92    | 26    | 19      |
| Internazionale      | 2006–07           | 27                  | 15                  | 6                   | 1             | 0             | 1             | 7                        | 0                        | 1                        | 1               | 0               | 1               | 36    | 15    | 9       |
| Internazionale      | 2007–08           | 26                  | 17                  | 12                  | —             | —             | —             | 7                        | 5                        | 0                        | 1               | 0               | 0               | 34    | 22    | 12      |
| Internazionale      | 2008–09           | 35                  | 25                  | 7                   | 3             | 3             | 1             | 8                        | 1                        | 3                        | 1               | 0               | 0               | 47    | 29    | 11      |
| Internazionale      | Total             | 88                  | 57                  | 25                  | 4             | 3             | 2             | 22                       | 6                        | 4                        | 3               | 0               | 1               | 117   | 66    | 32      |
| Barcelona           | 2009–10           | 29                  | 16                  | 9                   | 2             | 1             | 0             | 10                       | 4                        | 2                        | 4               | 0               | 2               | 45    | 21    | 13      |
| Barcelona           | 2010–11           | —                   | —                   | —                   | —             | —             | —             | —                        | —                        | —                        | 1               | 1               | 0               | 1     | 1     | 0       |
| Barcelona           | Total             | 29                  | 16                  | 9                   | 2             | 1             | 0             | 10                       | 4                        | 2                        | 5               | 1               | 2               | 46    | 22    | 13      |
| Milan               | 2010–11           | 29                  | 14                  | 12                  | 4             | 3             | 0             | 8                        | 4                        | 1                        | —               | —               | —               | 41    | 21    | 13      |
| Milan               | 2011–12           | 32                  | 28                  | 9                   | 3             | 1             | 0             | 8                        | 5                        | 4                        | 1               | 1               | 0               | 44    | 35    | 13      |
| Milan               | Total             | 61                  | 42                  | 21                  | 7             | 4             | 0             | 16                       | 9                        | 5                        | 1               | 1               | 0               | 85    | 56    | 26      |
| Paris Saint-Germain | 2012–13           | 34                  | 30                  | 10                  | 3             | 2             | 0             | 9                        | 3                        | 7                        | —               | —               | —               | 46    | 35    | 17      |
| Paris Saint-Germain | 2013–14           | 33                  | 26                  | 15                  | 4             | 5             | 1             | 8                        | 10                       | 0                        | 1               | 0               | 1               | 46    | 41    | 17      |
| Paris Saint-Germain | 2014–15           | 24                  | 19                  | 6                   | 6             | 7             | 2             | 6                        | 2                        | 1                        | 1               | 2               | 0               | 37    | 30    | 8       |
| Paris Saint-Germain | 2015–16           | 31                  | 38                  | 13                  | 9             | 7             | 2             | 10                       | 5                        | 3                        | 1               | 0               | 1               | 51    | 50    | 19      |
| Paris Saint-Germain | Total             | 122                 | 113                 | 44                  | 22            | 21            | 5             | 33                       | 20                       | 11                       | 3               | 2               | 2               | 180   | 156   | 61      |
| Manchester United   | 2016–17           | 28                  | 17                  | 5                   | 6             | 5             | 1             | 11                       | 5                        | 4                        | 1               | 1               | 0               | 46    | 28    | 10      |
| Manchester United   | 2017–18           | 5                   | 0                   | 0                   | 1             | 1             | 0             | 1                        | 0                        | 0                        | —               | —               | —               | 7     | 1     | 0       |
| Manchester United   | Total             | 33                  | 17                  | 5                   | 7             | 6             | 1             | 12                       | 5                        | 4                        | 1               | 1               | 0               | 53    | 29    | 10      |
| Los Angeles Galaxy  | 2018              | 27                  | 22                  | 10                  | —             | —             | —             | —                        | —                        | —                        | —               | —               | —               | 27    | 22    | 10      |
| Los Angeles Galaxy  | 2019              | 31                  | 31                  | 7                   | —             | —             | —             | —                        | —                        | —                        | —               | —               | —               | 31    | 31    | 7       |
| Los Angeles Galaxy  | Total             | 58                  | 53                  | 17                  | —             | —             | —             | —                        | —                        | —                        | —               | —               | —               | 58    | 53    | 17      |
| Milan               | 2019–20           | 18                  | 10                  | 5                   | 2             | 1             | 0             | —                        | —                        | —                        | —               | —               | —               | 20    | 11    | 5       |
| Milan               | 2020–21           | 19                  | 15                  | 2                   | 2             | 1             | 0             | 6                        | 1                        | 1                        | —               | —               | —               | 27    | 17    | 3       |
| Milan               | 2021–22           | 23                  | 8                   | 3                   | —             | —             | —             | 4                        | 0                        | 0                        | —               | —               | —               | 27    | 8     | 3       |
| Milan               | 2022–23           | 4                   | 1                   | 0                   | —             | —             | —             | 0                        | 0                        | 0                        | —               | —               | —               | 4     | 1     | 0       |
| Milan               | Total             | 64                  | 34                  | 10                  | 4             | 2             | 0             | 10                       | 1                        | 1                        | —               | —               | —               | 78    | 37    | 11      |
| Total na carreira   | Total na carreira | 639                 | 406                 | 168                 | 62            | 43            | 9             | 149                      | 57                       | 34                       | 16              | 5               | 5               | 866   | 511   | 216     |

### Seleção
| Ano   |       |      |
| Ano   | Jogos | Gols |
| ----- | ----- | ---- |
| 2001  | 5     | 1    |
| 2002  | 10    | 2    |
| 2003  | 4     | 3    |
| 2004  | 12    | 8    |
| 2005  | 5     | 4    |
| 2006  | 6     | 0    |
| 2007  | 7     | 0    |
| 2008  | 7     | 2    |
| 2009  | 6     | 2    |
| 2010  | 4     | 3    |
| 2011  | 8     | 3    |
| 2012  | 11    | 11   |
| 2013  | 11    | 9    |
| 2014  | 5     | 3    |
| 2015  | 10    | 11   |
| 2016  | 5     | 0    |
| 2021  | 4     | 0    |
| 2022  | 1     | 0    |
| 2023  | 1     | 0    |
| Total | 122   | 62   |

## Títulos
Ajax
- Eredivisie: 2001–02 e 2003–04
- Copa da Holanda: 2001–02
- Supercopa da Holanda: 2002

Internazionale
- Supercopa da Itália: 2006 e 2008
- Serie A: 2006–07, 2007–08 e 2008–09

Barcelona
- Supercopa da Espanha: 2009 e 2010
- Supercopa da UEFA: 2009[165]
- Copa do Mundo de Clubes da FIFA: 2009
- La Liga: 2009–10

Milan
- Serie A: 2010–11 e 2021–22
- Supercopa da Itália: 2011

Paris Saint-Germain
- Ligue 1: 2012–13, 2013–14, 2014–15 e 2015–16
- Supercopa da França: 2013, 2014 e 2015
- Copa da Liga Francesa: 2013–14, 2014–15 e 2015–16
- Copa da França: 2014–15 e 2015–16

Manchester United
- Supercopa da Inglaterra: 2016
- Copa da Liga Inglesa: 2016–17
- Liga Europa da UEFA: 2016–17

### Prêmios individuais
- FIFPro World XI: 2013
- Prémio FIFA Ferenc Puskás: 2013[166]
- Bola de Ouro da Gala do Futebol: 2013
- Jogador Sueco do Ano: 2005, 2007, 2008, 2009, 2010, 2011, 2012, 2013, 2014, 2015 e 2016
- Oscar del Calcio:
  - Melhor jogador estrangeiro: 2005, 2008, 2009, 2011 e 2012
  - Melhor jogador: 2008, 2009 e 2011
  - Melhor atacante: 2011 e 2012
  - Gol mais bonito: 2008
  - Jogador mais popular: 2005
- Time do Ano da UEFA: 2007, 2009, 2013 e 2014
- Atleta sueco do Ano: 2007, 2009, 2012 e 2014
- L'Équipe Journalist's Best XI: 2008
- Equipe do Ano da European Sports Media: 2006–07, 2007–08, 2012–13 e 2013–14
- Jogador do Mês na Serie A: setembro de 2007, dezembro de 2008, janeiro de 2012 e outubro de 2020
- Supercannoniere Corriere dello Sport: 2009 (30 gols), 2012 (40 gols)
- Melhor jogador da Supercopa da Itália: 2011
- Euro 2012: Homem do jogo: Suécia x França
- Euro 2008: Homem do jogo: Grécia x Suécia
- Euro 2004: Homem do jogo: Itália x Suécia
- Equipe da Euro: 2012
- Euro 2004: Gol mais bonito: Itália x Suécia
- Euro 2012: Gol mais bonito: Suécia x França
- Golden Foot Award: 2012
- Jogador do mês da Ligue 1: setembro de 2012, janeiro de 2014, fevereiro de 2014, março de 2014, novembro de 2015
- Melhor Jogador da Ligue 1: 2012–13,[167] 2013–14[168] e 2015–16
- Equipe Ideal da Ligue 1: 2012–13, 2013–14, 2014–15 e 2015–16
- Gol mais bonito da Ligue 1: 2013–14
- Time da Temporada da Liga dos Campeões da UEFA: 2013–14
- Melhor jogador da Supercopa da França: 2014
- Melhor jogador da Copa da França 2015-2016
- Melhor jogador da Copa da Liga francêsa 2014-2015
- Líder de assistências da Liga dos Campeões da UEFA de 2012–13: 7 assistências
- Líder de assistências da Ligue 1 2013-2014: 15 assistências
- Líder de assistências da Série A 2010-2011: 12 assistências
- Líder de assistências da Série A 2007-2008: 12 assistências
- Líder de assistências da Copa da França 2015-2016: 2 assistências
- 20º melhor jogador do ano de 2016 (The Guardian)[169]
- 10º melhor jogador do ano de 2016 (Marca)[170]
- Troféu Alan Hardaker: 2017

### Artilharias
- Troféu Birra Moretti de 2005 (2 gols)
- Serie A: 2008–09 (25 gols) e 2011–12 (28 gols)
- Supercopa da Itália de 2011 (1 gol)
- Ligue 1: 2012–13 (30 gols), 2013–14 (26 gols) e 2015–16 (38 gols)
- Supercopa da França de 2014 (2 gols)
- Copa da Liga Francesa de 2014–15 (3 gols)
- Copa da França: 2014–15 (4 gols) e 2015–16 (7 gols)
- Supercopa da Inglaterra de 2016 (1 gol)
- Copa da Liga Inglesa de 2016–17 (4 gols)